# Neil Shicoff
Neil Shicoff (ur. 2 czerwca 1949 w Nowym Jorku) – amerykański śpiewak operowy, tenor.

## Życiorys
Naukę śpiewu pobierał początkowo od ojca, Sydneya Shicoffa, którym był kantorem synagogi w Nowym Jorku. Następnie odbył studia muzyczne w Juilliard School of Music. Zadebiutował na scenie w 1975 roku w Waszyngtonie rolą Narrabotha w Salome Richarda Straussa, w tym samym roku kreował też w Cincinnati tytułową partię w Ernanim Giuseppe Verdiego. W 1976 roku debiutował na deskach nowojorskiej Metropolitan Opera jako Rinuccio w Giannim Schicchim Giacoma Pucciniego. Występował m.in. na scenach operowych w Chicago i San Francisco, a także w Operze Wiedeńskiej, Opéra de Paris, La Scali, Covent Garden Theatre, Deutsche Oper Berlin. Prezentował rozległy repertuar, obejmujący blisko 40 partii operowych. Kreował m.in. role Księcia Mantui w Rigoletcie, Edgara w Łucji z Lammermooru, Leńskiego w Eugeniuszu Onieginie, Eleazara w Żydówce, Manrica w Trubadurze, Don Joségo w Carmen, Hoffmanna w Opowieściach Hoffmanna.
W 1988 roku kreował rolę Macduffa w telewizyjnej realizacji opery Makbet Giuseppe Verdiego dla stacji BBC. Dokonał licznych nagrań fonograficznych dla wytwórni HMV, Teldec i Philips Records.
W 1978 roku poślubił śpiewaczkę operową Judith Haddon.